# James Weir (Volleyballspieler)
James Weir (* 20. Juli 1995 in Saskatoon, Kanada) ist ein australischer Volleyballspieler.

## Karriere
Weir wurde in Kanada geboren, zog aber mit seiner Familie nach Australien. Dort begann er seine Karriere 2013 bei Canberra Heat. Mit dem Verein wurde er in der Saison 2013/14 australischer Vizemeister. Außerdem hatte er ein Stipendium des Australian Institute of Sport und spielte in der Junioren-Nationalmannschaft. Von 2014 bis 2019 studierte der Mittelblocker an der Brandon University und spielte in der Universitätsmannschaft Bobcats. 2019 nahm er mit der australischen Nationalmannschaft an der Nations League teil. Danach wechselte er zum deutschen Bundesligisten TV Rottenburg.